# Schas
Schas (hebräisch ש״ס, kurz für hebräisch שומרי-תורה ספרדים Shomrei-Torah Sfaradim „Sephardische Tora-Wächter“) ist eine charedische („ultraorthodoxe“) israelische Partei. Sie vertritt in erster Linie die Interessen der religiösen sephardischen Juden. Sie war in mehreren Koalitionsregierungen sowohl mit der Arbeitspartei als auch mit dem Likud vertreten und war von Dezember 2022 bis Juli 2025 an der Regierung Netanjahu VI beteiligt.

## Geschichte
Schas spaltete sich 1984 von der Agudat Jisra’el, einer von Aschkenasim dominierten ultraorthodoxen Partei, ab. Spirituelles Oberhaupt war Rabbiner Ovadja Josef, ein früherer sephardischer Oberrabbiner Israels. 2014 spaltete sich die Yachad-Partei mit Eli Jischai ab.

## Politische Positionen
Die Schas-Partei sieht es als ihr zentrales Ziel an, die „alte Herrlichkeit [der sephardischen jüdischen Kultur] wiederherzustellen“. Sie unterstützt großzügige Sozialprogramme für alle Bürger Israels sowie die Finanzierung religiöser Schulen und anderer religiöser Einrichtungen.
Im Friedensprozess mit den Palästinensern nahm die Partei anfänglich eine gemäßigte Position ein und war zu Konzessionen bereit, teilweise unter dem Vorbehalt finanzieller Zugeständnisse. Inzwischen vertritt sie eine striktere Haltung und lehnt beispielsweise eine Verhandlung über den Status Jerusalems vehement ab.
Innenpolitisch vertritt Schas Meinungen, die als homophob bezeichnet werden können. So lehnt Schas gleichgeschlechtliche Ehen und jegliche öffentliche Äußerung von Homosexuellen hinsichtlich ihrer sexuellen Orientierung ab, einschließlich Gay-Pride-Paraden – vor allem in Jerusalem. Im Jahr 2008 warf der Parlamentsabgeordnete Nissim Ze'ev den Homosexuellen vor, für eine angebliche „Selbstzerstörung des Staates Israel und des jüdischen Volkes“ verantwortlich zu sein. Er nannte Homosexualität eine Plage, die „so vergiftet wie Vogelgrippe“ sei. Die Schas-Partei verurteilt aber Gewalt gegen diese Gruppe.
Die Schas-Partei lehnt ein Recht auf Abtreibung ab. Schas befürwortet den jüdischen Charakter des Staates Israel, fordert jedoch nicht, dass der Staat auf Basis der Halacha (der jüdischen religiösen Gesetzgebung) regiert werden müsse.

## Regierungsbeteiligungen
Schas war von 1992 bis September 1993 an der von der Arbeitspartei angeführten Regierung beteiligt, verließ die Koalition jedoch nach Auseinandersetzungen mit der linken Partei Meretz über die Bildungspolitik. Ab 1996 war Schas in der Likud-geführten Regierung mit zwei Ministern vertreten. Die Partei verließ dieses Bündnis, um Ehud Barak von der Arbeitspartei zu unterstützen. Ab 2001 unterstützte Schas Ariel Scharons Likud-Regierung.
Auch der 2006 neu gebildeten israelischen Regierung unter Ministerpräsident Ehud Olmert von der Kadima-Partei gehörte Schas an. Sie stellte dort mit Eli Yishai (Industrie, Handel und Arbeit), Ariel Atias (Kommunikation), Meschulam Nahari und Yitzhak Cohen (beide ohne Portfolio) vier Minister. In den Knessetwahlen von 2009 erhielt Schas elf Sitze und war bis März 2013 an der Regierung unter Benjamin Netanjahu mit vier Ministern vertreten. Seit Mai 2015 war sie erneut an der Regierung Netanjahu (Kabinett Netanjahu IV) beteiligt, diesmal jedoch mit nur zwei Ministern. Die Partei war auch im Kabinett Netanjahu V und, nach kurzer Zeit in der Opposition, im Kabinett Netanjahu VI vertreten. Am 16. Juli 2025 kündigte die Partei den Rückzug aus der Regierung an, die dadurch ihre Mehrheit im Parlament verlor. Die Partei begründete ihren Austritt mit Meinungsverschiedenheiten bei der Wehrpflicht.

## Affären
Die Partei wurde durch mehrere Straftaten und Fehlverhalten von Mitgliedern erschüttert:
- Yair Levy – Mitglied der Knesset zwischen 1988 und 1992. 1993 wurde er wegen Unterschlagung von 500.000 Schekel der parteiinternen Organisation El HaMa'ayan zu fünf Jahren Freiheitsentzug verurteilt.[10]
- Arje Deri – Vorsitzender von Schas, Mitglied der Knesset, Innenminister. Er wurde 2000 zu vier Jahren Gefängnis wegen Korruption, Betrug und Amtsmissbrauch (als Innenminister) verurteilt.
- Yair Peretz – Mitglied der Knesset, geriet im März 2006 in die Schlagzeilen, da er sich einen Doktortitel erschlichen hatte.[11]
- Ofer Hugi – Mitglied der Knesset, wurde im Dezember 2006 wegen Betruges und Bestechlichkeit zu einer Gefängnisstrafe von zwei Jahren und einer Strafe von 12.000 Schekeln verurteilt.[12]
- Shlomo Dayan – Mitglied der Knesset, wurde 2008 wegen Betruges und Bestechlichkeit zu vier Monaten Sozialdienst verurteilt.[13]

## Wahlergebnisse bei Knesset-Wahlen
- 1984: 3,1 % – 4 Sitze
- 1988: 4,4 % – 6 Sitze
- 1992: 4,9 % – 6 Sitze
- 1996: 8,7 % – 10 Sitze
- 1999: 13,0 % – 17 Sitze
- 2003: 8,2 % – 11 Sitze
- 2006: 9,5 % – 12 Sitze
- 2009: 8,5 % – 11 Sitze
- 2013: 8,8 % – 11 Sitze
- 2015: 5,7 % – 7 Sitze
- April 2019: 6,10 % – 8 Sitze
- September 2019: 7,44 % – 9 Sitze
- 2020: 7,69 % – 9 Sitze
- 2021: 7,17 % – 9 Sitze
- 2022: 8,25 % – 11 Sitze